# Fagerhultasjön (Skede socken, Småland)
Fagerhultasjön är en sjö på gränsen mellan Kråkshults socken, Eksjö kommun och Skede socken, Vetlanda kommun i Småland och ingår i Emåns huvudavrinningsområde. Den har fått sitt namn efter den tidigare herrgården Fagerhults herrgård som revs vid 1900-talets mitt.
Sjön är 10,5 meter djup, har en yta på 1,6 kvadratkilometer och är belägen 233,1 meter över havet. Sjön avvattnas av vattendraget Gnyltån. Vid provfiske har abborre, gädda, mört och sik fångats i sjön.

## Delavrinningsområde
Fagerhultasjön ingår i det delavrinningsområde (637607-147157) som SMHI kallar för Utloppet av Fagerhultasjön. Avrinningsområdets medelhöjd är 249 meter över havet och ytan är 11,03 kvadratkilometer. Det finns inga delavrinningsområden uppströms utan avrinningsområdet är högsta punkten. Gnyltån som avvattnar avrinningsområdet har biflödesordning 2, vilket innebär att vattnet flödar genom totalt 2 vattendrag innan det når havet efter 139 kilometer. Delavrinningsområdet består mestadels av skog (74 procent). Avrinningsområdet har 1,6 kvadratkilometer vattenytor vilket ger det en sjöprocent på 14,5 procent.